# Drumahaire (baronía)
Drumahaire (en irlandés: Dhroim Dhá Thiar) es una baronía en el Condado de Leitrim, Irlanda.

## Etimología
La baronía de Drumahaire toma su nombre del pueblo de Dromahair (en irlandés: Dhroim Dhá Thiar, "Cresta de los Dos Demonios"). El término irlandés "thiar" es una abreviatura de "eithiar", un término que se refiere a un espíritu del aire.

## Localización
La baronía se encuentra en el centro del Condado de Leitrim, extendiéndose desde las Montañas Dartry y el Lough Gill hasta las Montañas Iron y el Lough Allen.
Drumahaire limita al norte con Rosclogher; al sureste con Leitrim y Carrigallen (todas las baronías mencionados anteriormente también están en el Condado de Leitrim); al este con Tullyhaw, Condado de Cavan; al oeste con Carbury y Tirerril, Condado de Sligo; y al sur con Boyle, Condado de Roscommon.

## Historia
Los Ó Ruairc (O'Rourke) fueron reyes en esta región durante muchos siglos. O'Finn y O'Carroll fueron jefes de Cálraighe, que incluía las parroquias civiles de Drumlease y Killargy. Los MacKenny (Keaney) fueron jefes en un área conocida como Muinter Mountains, o Muintir-Kenny, un nombre más antiguo para el barrio de Dromohair. Originalmente conocidos como los Mac Consnamha, se decía que el Clan Kenny tenía su origen en la parroquia de Innismagrath. Más tarde fueron conocidos como Mac Kinnawe y aún más tarde cambiaron a Ford. Los Mac Cagadháin fueron jefes del Clan Fear a Muige.